# Unisexual

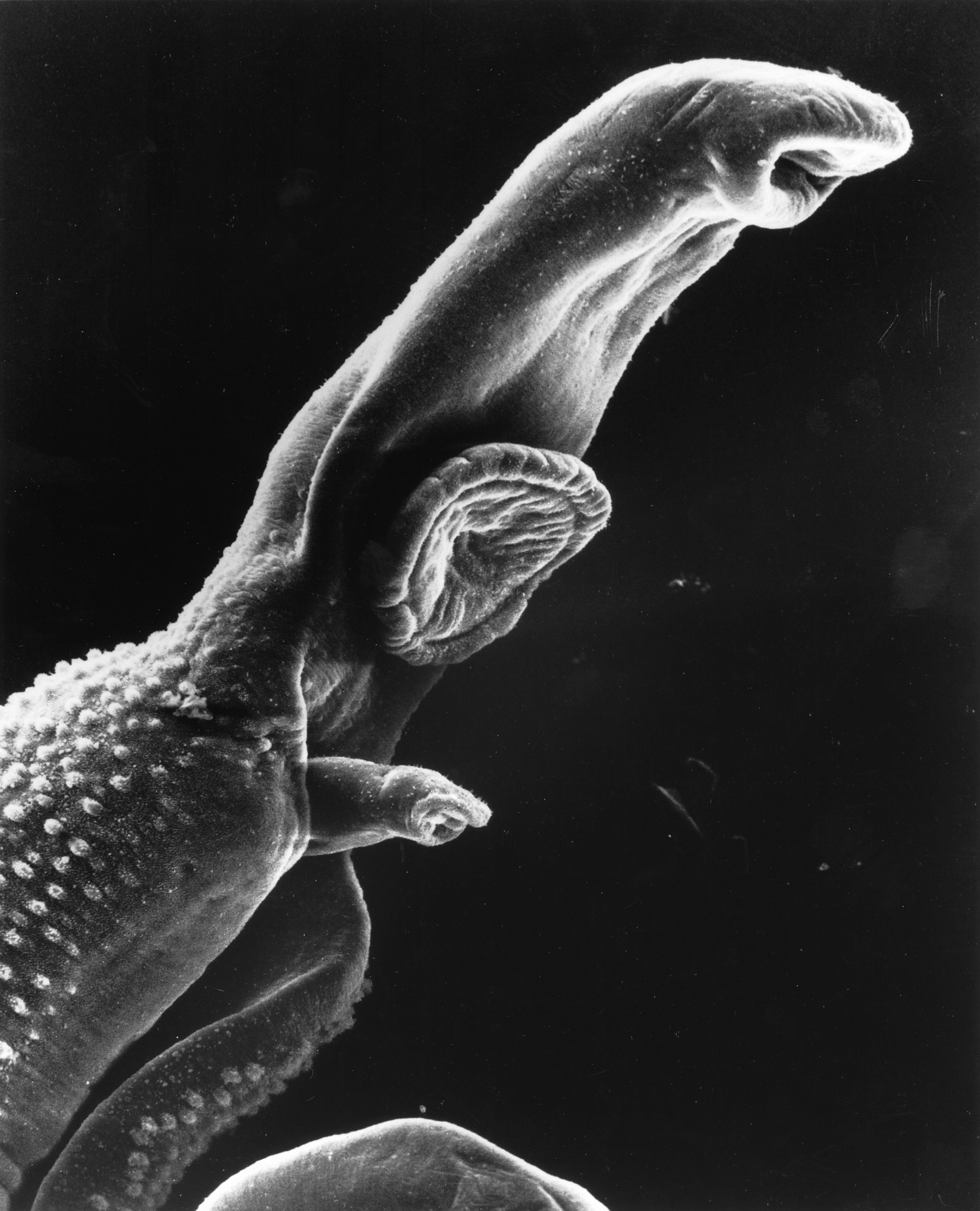
A diferència de la majoria dels platyhelminths, els esquistosomes són unisexuals. A la imatge es pot veure la femella, estreta, que surt de la fenedura del mascle, més gruixuda, per sota del seu canal ventral.

En biologia, s'anomena gonocorisme o unisexualisme a la condició d'un individu de tenir només un de com a mínim dos possibles òrgans sexuals. El terme gonocorisme deriva del grec γονοχορισμός, gonochorismós format pels elements γόνος gons, «procreació», i chorísmos χορισμός, del verb χωρίζω xoriço, «separar».  Literalment: «de sexes separats». Tot i que s'utilitza majoritàriament en zoologia, ja que la majoria de les espècies animals són unisexuals, també s'usa en botànica, però com a plantes dioiques.
En les angiospermes, cada flor individual pot ser hermafrodita (té tant estams com ovaris) o unisexual, (té només estams o només ovaris). Entre les espècies d'angiospermes que tenen les flors unisexuals, algunes també poden produir flors hermafrodites. Els tres tipus apareixen disposades en plantes separades, podent ser espècies monòiques, dioiques, trioiques, poligamonòniques, poligamodiòiques, andromonòiques o gynomonòiques.
El més habitual és que el sexe estigui genèticament determinat, però també pot ser determinat per altres mecanismes. Per exemple, en els caimans la temperatura dels ous durant la incubació en determinarà el sexe.
La unisexualitat contrasta a d'altres estratègies reproductives com hermafroditisme i reproducció asexual. El sexe d'un individu també pot canviar durant la seva vida – aquest hermafroditisme seqüencial per exemple pot ser trobat en molts peixos, com ara Labrus bergylta o peixos lloros (escàrids) i escopinyes. El terme va ser encunyat per Ernst Haeckel el 1866.